# Hyles euphorbiae
Hyles euphorbiae là một loài bướm đêm châu Âu trong họ Sphingidae. Loài bướm đêm này được sử dụng như biện pháp kiểm soát sinh vật gây hại chống lại Euphorbia esula. Ấu trùng ăn lá và lá bắc của cây. 
Sâu bướm mịn màng và màu đen, với vô số dấu chấm màu trắng, cũng có 11 điểm lớn của cùng một màu sắc được dàn trận trong một hàng trên mỗi bên của phía sau, và bên dưới có nhiều đốm có cùng kích thước và màu đỏ san hô sáng; đầu là màu đỏ san hô, và một đường kẻ cùng một màu sắc chạy dọc theo phía sau, từ đầu sừng, sừng màu đỏ ở chân sừng và màu đen ở đầu. 

## Phân loài
Loài này có các phân loài sau:
- Hyles euphorbiae euphorbiae
- Hyles euphorbiae conspicua (Rothschild & Jordan, 1903) (Trung Đông)

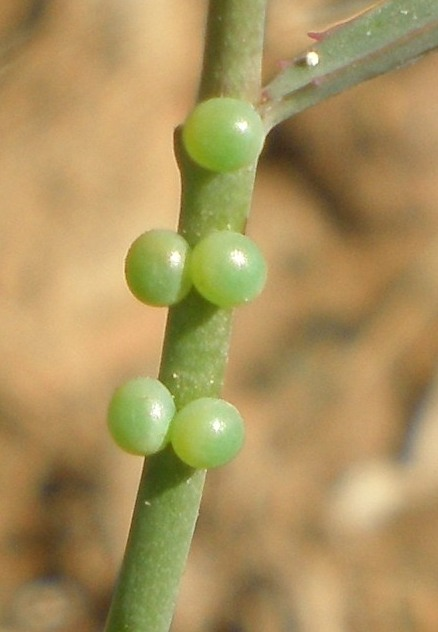
Wyau
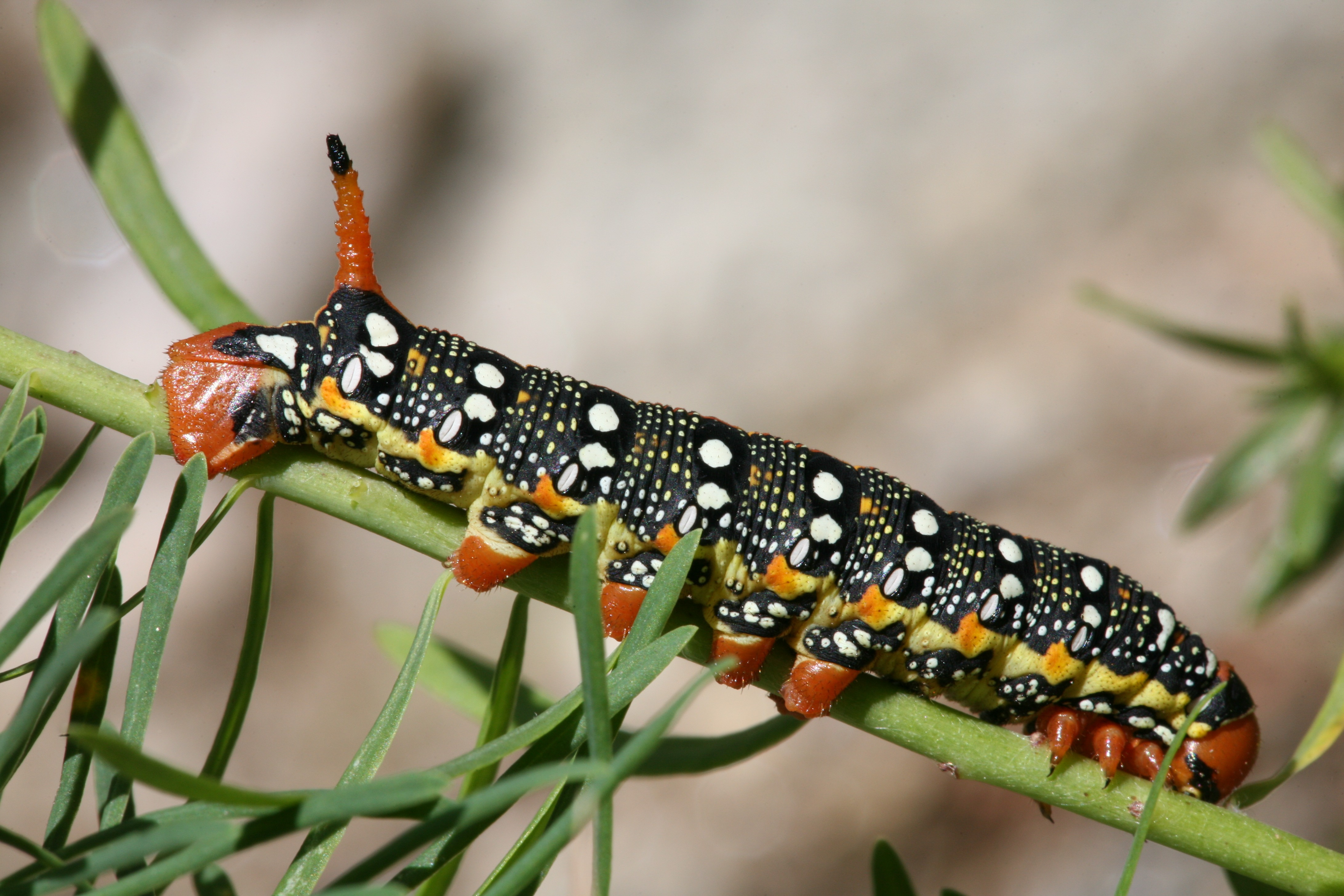
Siani flewog
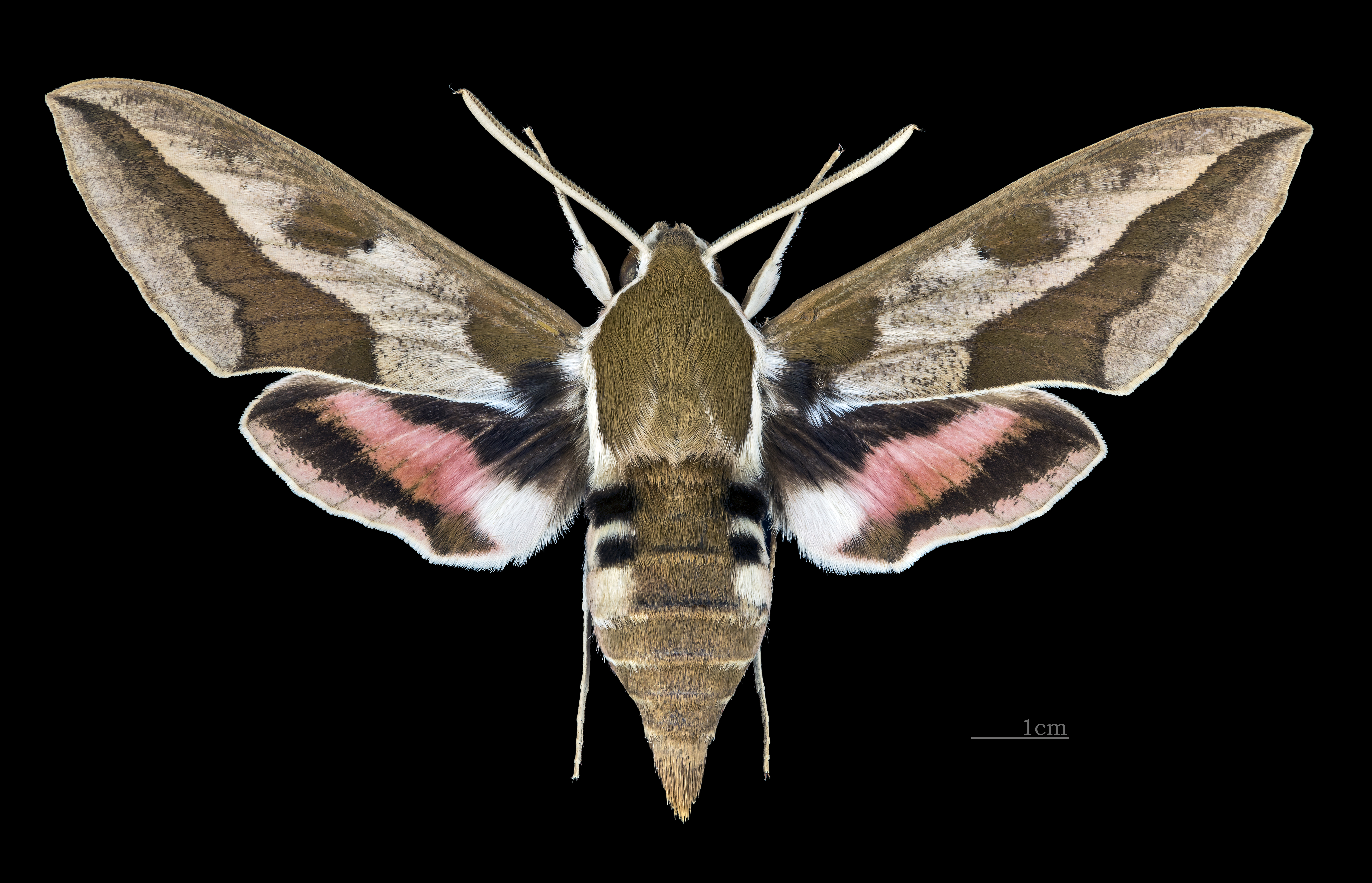
Dorsal side ♂
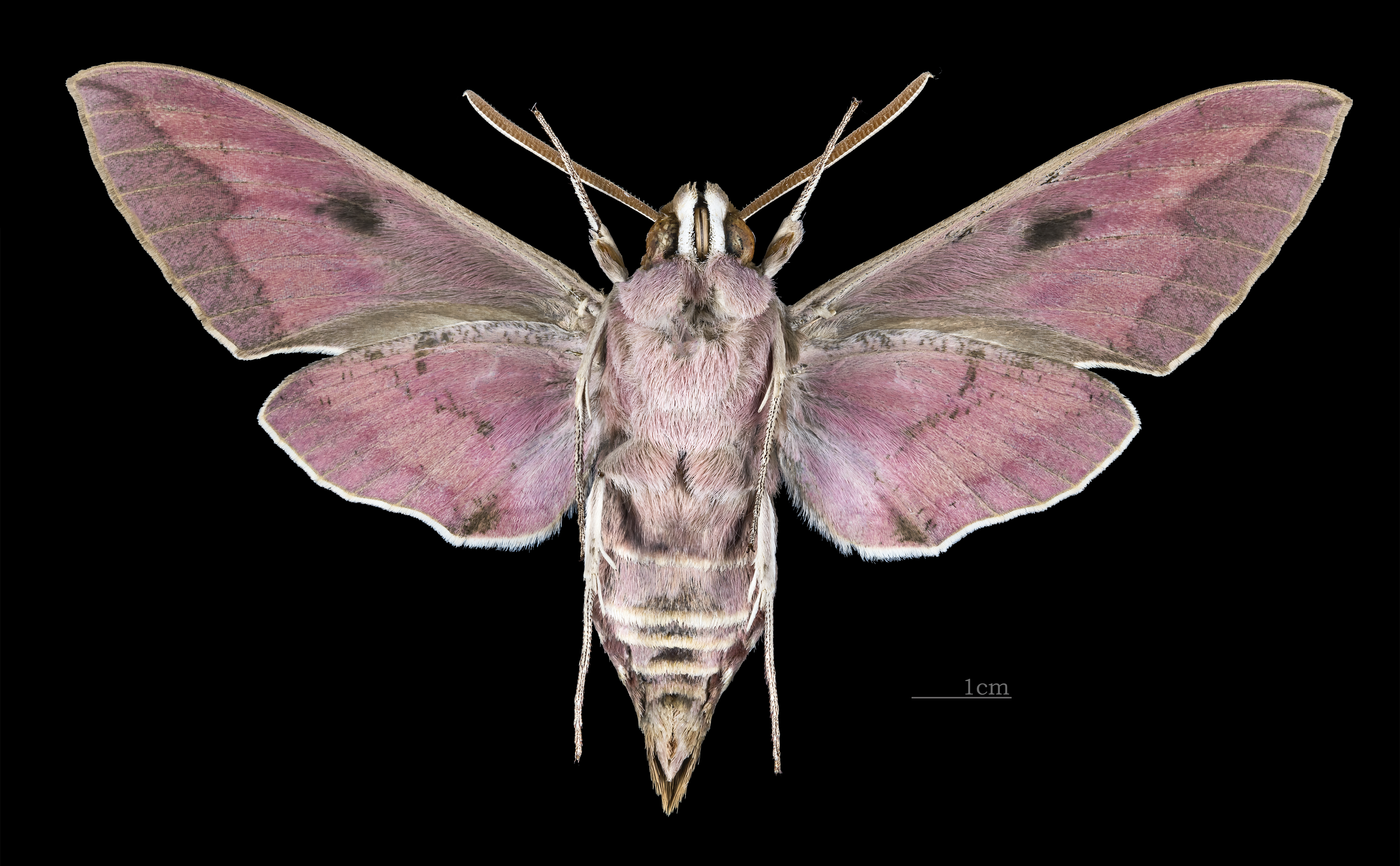
Ventral side △ ♂
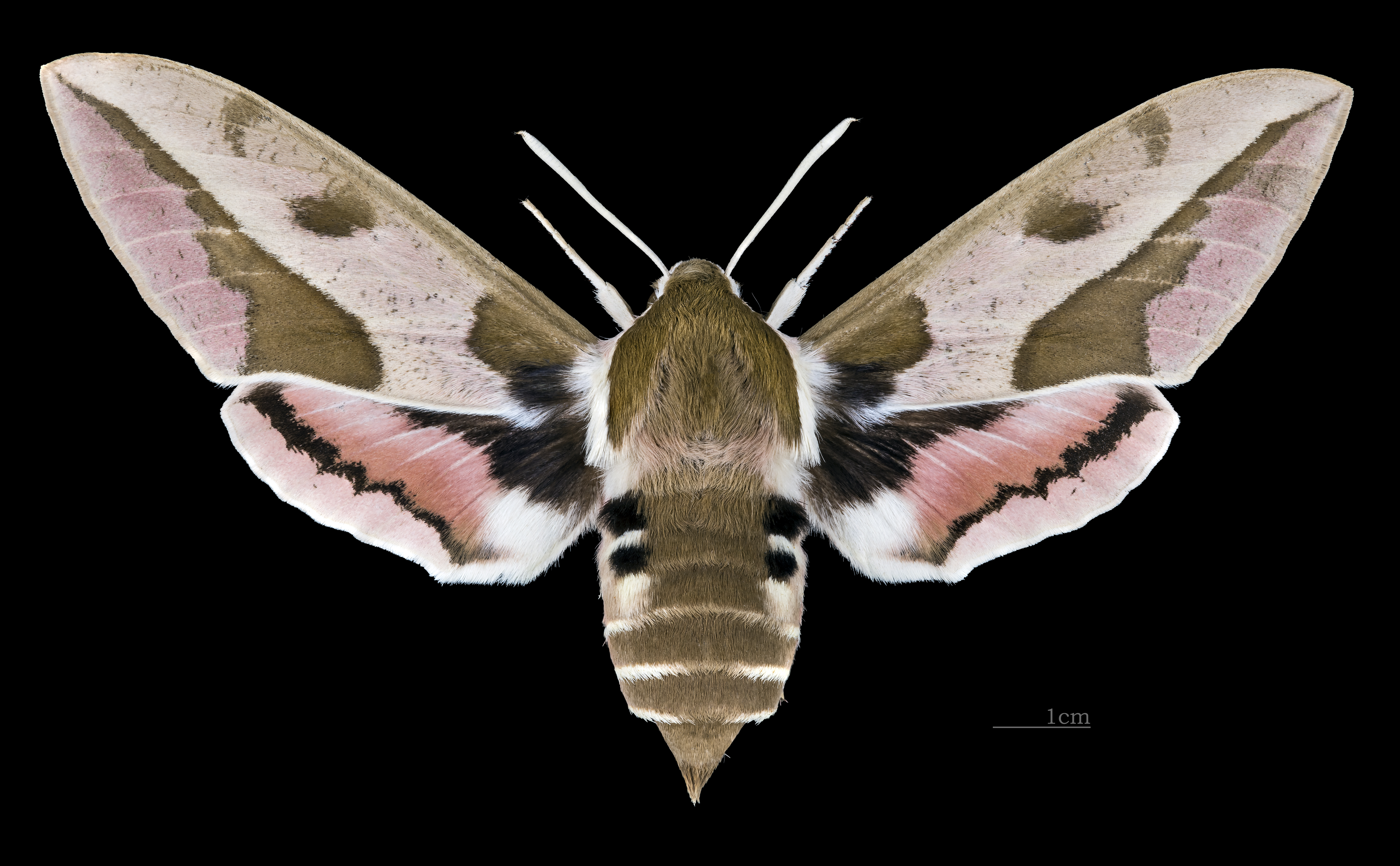
Dorsal side  ♀
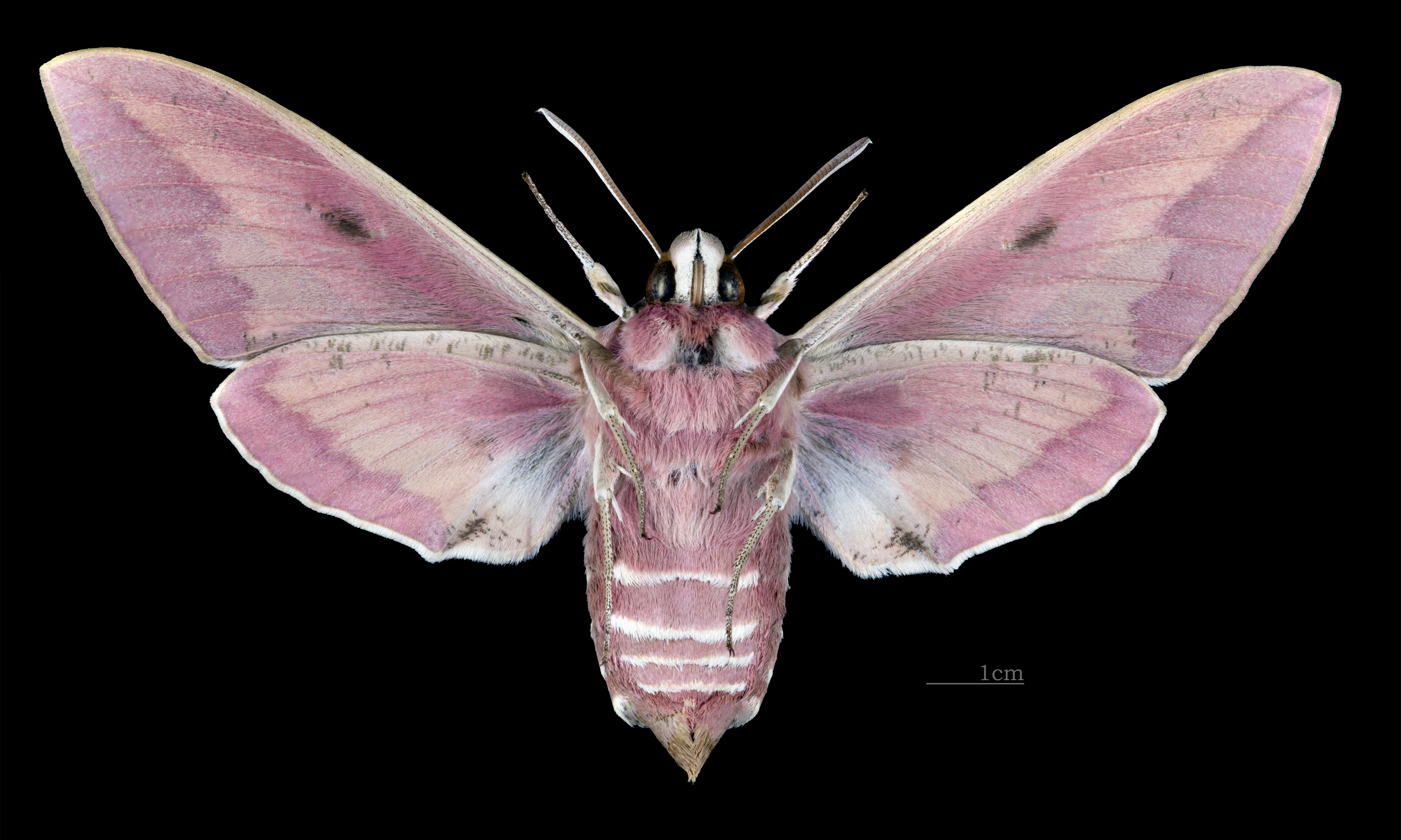
Ventral side △ ♀